# Главы Копейска
Список глав города Копейск XX—XXI веках.
В июне 1933 года, постановлением ВЦИК СССР — правительства страны — поселок Челябинских угольных копей преобразован в город Копейск.
20 августа 1935 года Копейск получил статус города областного подчинения, оставшись центром Копейского района. В 1937 году территория района была передана в пригородную зону города Копейска.

## Первый секретарь горкома КПСС
- Богданов Фёдор Власович (1937—1940)
- Гордеев Николай Павлович (1940—1941)
- Базылев Ермолай Семёнович (1941—1942)
- Пилипец Степан Маркович (1942—1945)
- Крылов Кронид Михайлович (1945—1949)
- Кочетков Пётр Михайлович (1949—1951)
- Новиков Георгий Иосифович (1951—1954)
- Рождественский Александр Петрович (1954—1957)
- Воробьёв Алексей Петрович (1957—1959)
- Кузюков Фёдор Фёдорович (1959—1959)
- Шарков Пётр Павлович (1959—1964)
- Худяков Валерий Сергеевич (1964—1965)
- Сазонов Василий Фёдорович (1965—1967)
- Худяков Валерий Сергеевич (1967—1979)
- Носов Владимир Андреевич (1979—1985)
- Александрович Юрий Михайлович (1985—1988)
- Смолин Александр Сергеевич (1988—1991)
- Гусев Вадим Михайлович (1991—1991)

## Председатель горисполкома
- Мочалов Алексей Иванович (1932—1933)
- Смирнов Владимир Леонтьевич (1932?—1935)
- Ганибесов  (1935—1935)
- Трофимов Михаил Петрович (1936—1937)
- Курдюков Пётр Иванович (1938—1939)
- Палашкевич Алексей Павлович (1939—1941)
- Капустин Кузьма Петрович (1941—1942)
- Бычков Иван Николаевич (1942—1943)
- Малозёмов Михаил Афанасьевич (1943—1946)
- Палашкевич Алексей Павлович (1946—1948)
- Мосягин Дмитрий Васильевич (1948—1950)
- Новиков Георгий Исидорович (1950—1951)
- Яшуков Андрей Михайлович (1951—1963)
- Козлов Лука Афанасьевич (1963—1973)
- Носов Владимир Андреевич (1973—1979)
- Добрынин Виктор Георгиевич (1979—1985)
- Матковский Владимир Иванович (1985—1987)
- Уткин Владимир Петрович (1987—1991)

### Председатель горсовета (1990—1993)
- ?Смолин Александр Сергеевич (1990—1991)
- ?Уткин Владимир Петрович (1990—1991)
- Ярушина Маргарита Ивановна (1992—1993?)

## Глава города
- Уткин Владимир Петрович (1991 — октябрь 1993)
- Вялов Сергей Тимофеевич (? — 29 августа 1994 †)
- Смолин Александр Сергеевич (1994—1996)
- Уткин Владимир Петрович (1996—1998)
- Конарев Михаил Петрович (1998—2011)
- Истомин Вячеслав Викторович (сентябрь / декабрь 2011 — 26 июля # / 9 декабря? 2016)

- и. о. Бисеров Владимир Георгиевич (28 июля — 9 декабря 2016)

- Устинов Валерий Алексеевич (9—22 декабря 2016)
- и. о. Бисеров Владимир Георгиевич (22 декабря 2016 — 29 марта 2017)
- Можин Владимир Алексеевич (с 29 марта 2017 г.)
- Фалейчик, Андрей Михайлович (с 20 июня 2019 г.)